# Célia Dupré
Célia Dupré (* 30. August 2001 in Portland, Oregon) ist eine Schweizer Ruderin.

## Sportliche Karriere
2018 bei den Junioren-Weltmeisterschaften in Račice u Štětí siegte der Schweizer Doppelvierer mit Jana Nussbaumer, Lisa Lötscher, Emma Kovacs und Célia Dupré. Im Jahr darauf wurde Dupré Fünfte mit dem Doppelvierer. Im Juli 2021 bei den U23-Weltmeisterschaften in Račice u Štětí siegte der Schweizer Doppelvierer in der Besetzung Salome Ulrich, Nina Wettstein, Lisa Lötscher und Célia Dupré.
In der Erwachsenenklasse nahm Dupré 2022 an den Europameisterschaften in München teil. Dort belegten Célia Dupré, Salome Ulrich, Lisa Lötscher und Pascale Walker den vierten Platz. Bei den Weltmeisterschaften 2022 in Račice u Štětí wurden die vier Schweizerinnen Fünfte. 2023 kehrte Fabienne Schweizer in den Doppelvierer zurück. Bei den Weltmeisterschaften in Belgrad startete der Doppelvierer in der Besetzung Schweizer, Lötscher, Walker und Dupré. Mit dem vierten Platz im A-Finale war auch der Startplatz für die Olympischen Spiele 2024 gesichert.
2024 trat der Schweizer Doppelvierer bei den Europameisterschaften in Szeged mit Schweizer, Sofia Meakin, Dupré und Lötscher an und überquerte die Ziellinie als fünftes Boot. Bei den Olympischen Spielen in Paris war wieder Pascale Walker für Sofia Meakin dabei. Im Doppelvierer traten insgesamt neun Boote an. Nach dem dritten Platz im Vorlauf siegten die Schweizerinnen im Hoffnungslauf. Im Endlauf gewannen die Britinnen knapp vor dem niederländischen Boot. Drei Sekunden dahinter erreichten die Deutschen das Ziel als Dritte mit 0,42 Sekunden Vorsprung vor den Schweizerinnen, die ihrerseits wieder fast drei Sekunden vor den Fünften ins Ziel kamen.
Célia Dupré ist die Tochter eines Franzosen, ihre Mutter stammt aus den Vereinigten Staaten. Ihre Familie zog insgesamt 14 Mal um, bis sie sich 2014 in Genf niederließ. Dupré studiert Humanbiologie an der Stanford University, pausierte  aber 2023/24 zur Olympiavorbereitung.

## Fussnoten
1. ↑  Finale 2024 bei olympics.com
2. ↑  Célia Dupré bei olympics.com

| Personendaten    | Personendaten     |
| ---------------- | ----------------- |
| NAME             | Dupré, Célia      |
| KURZBESCHREIBUNG | Schweizer Ruderin |
| GEBURTSDATUM     | 30. August 2001   |
| GEBURTSORT       | Portland, Oregon  |